# Galeropsidaceae

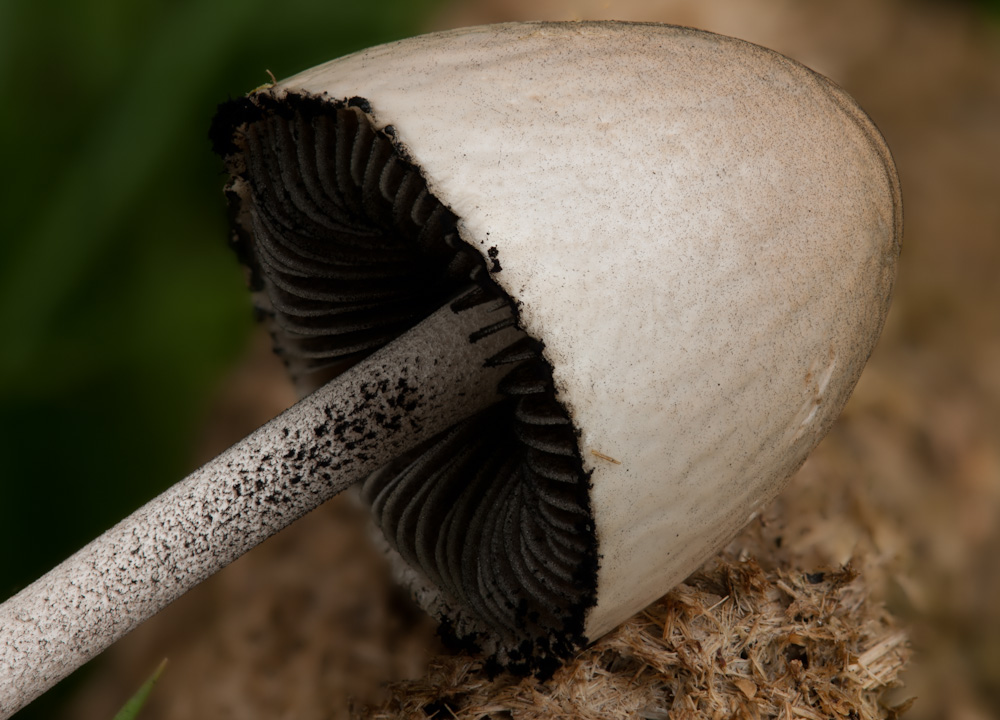
Kołpaczek blady

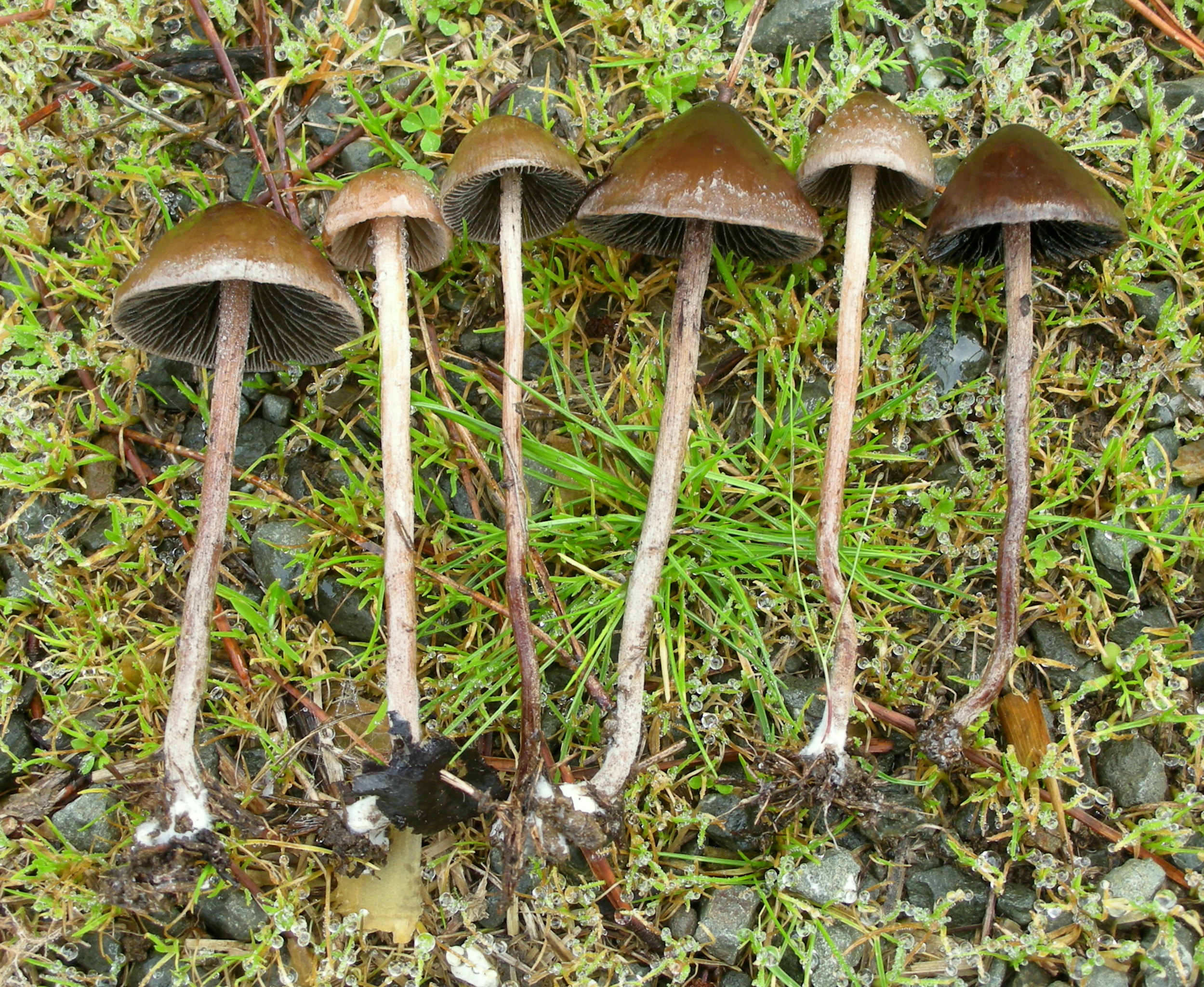
Kołpaczek ostrowierzchołkowy

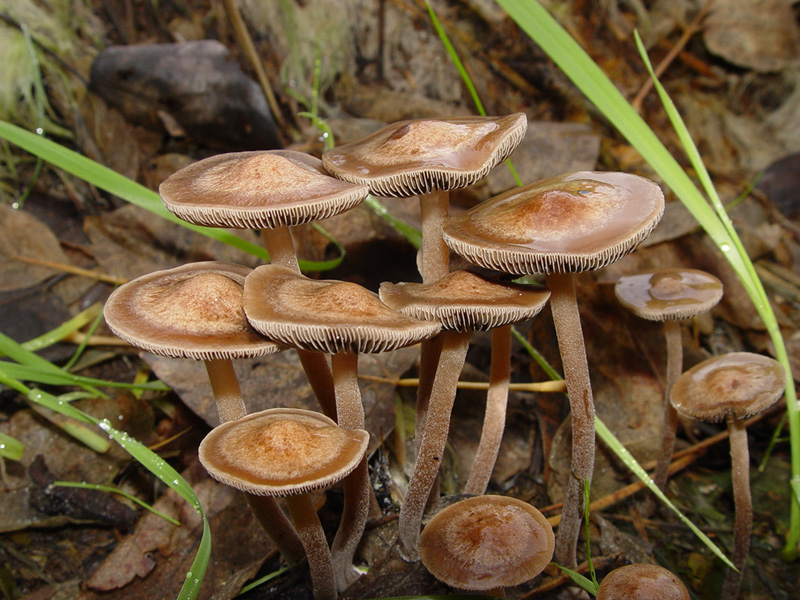
Kolpaczek ciemnobrzegi

Galeropsidaceae Singer – rodzina grzybów należąca do rzędu pieczarkowców (Agaricales). Należy do monotypowej rodziny Galeropsidaceae zawierającej jeden tylko rodzaj – Panaeolus (kołpaczek).

## Charakterystyka
Grzyby saprotroficzne wytwarzające owocniki zbudowane z kapelusza o blaszkowym hymenoforze i trzonu. Kapelusze mają pokrój paraboliczny, stożkowaty, dzwonkowaty lub półkulisty i przeważnie są higrofaniczne, pokryte komórkową, najczęściej suchą skórką. Blaszki po dojrzeniu mają czarniawe, nieregularne zabarwienie spowodowane niejednoczesnym dojrzewaniem zarodników. Trama blaszek regularna. U niektórych gatunków na trzonach wstępuje pierścień. Zarodniki kołpaczków są spłaszczone, nieco kanciaste, o przeważnie gładkiej powierzchni (u niektórych gatunków szorstkie), z porą rostkową, a ich wysyp jest czarny. Grzyby z tego rodzaju rozwijają się na substratach bogatych w związki azotowe, czasami bezpośrednio na odchodach zwierząt hodowlanych.
Większość gatunków Panaeolus to grzyby halucynogenne.

## Systematyka i nazewnictwo
Pozycja w klasyfikacji według Index Fungorum: Galeropsidaceae, Agaricales, Agaricomycetidae, Agaricomycetes, Agaricomycotina, Basidiomycota, Fungi.
Rodzinę Galeropsidaceae utworzył Rolf Singer w 1962 r. Jest to takson monotypowy z jednym tylko rodzajem Panaeolus (Fr.) Quél. 1872. Nazwę polską rodzaju (kołpaczek) podał Franciszek Błoński w 1890 r. W polskim piśmiennictwie mykologicznym należące do tego rodzaju gatunki opisywane były także jako bedłka, pajęczak, pierścieniak, kołpakówka.
Gatunki występujące w Polsce:
- Panaeolus alcis M.M. Moser 1984 – kołpaczek łosiowy
- Panaeolus antillarum (Fr.) Dennis 1961 - kołpaczek antylski
- Panaeolus ater (J.E. Lange) Kühner & Romagn. 1953– kołpaczek czarniawy
- Panaeolus fimicola (Pers.) Gillet 1878 – kołpaczek ciemnoszary
- Panaeolus guttulatus Bres. 1881[7] – kołpaczek kropelkowaty
- Panaeolus leucophanes (Berk. & Broome) Sacc. 1887
- Panaeolus olivaceus F.H. Møller 1945 – kołpaczek oliwkowy
- Panaeolus papilionaceus (Bull.) Quél. 1872 – kołpaczek mierzwiowy
- Panaeolus reticulatus Overh. 1916
- Panaeolus retirugus (Fr.) Gillet 1878[7] – kołpaczek siatkowany
- Panaeolus rickenii Hora 1960[8]
- Panaeolus semiovatus (Sowerby) S. Lundell & Nannf. 1938 – kołpaczek blady[9]
- Panaeolus subbalteatus (Berk. & Broome) Sacc. 1887 – kołpaczek ciemnobrzegi
- Panaeolus subfirmus P. Karst. 1889

Nazwy naukowe na podstawie Index Fungorum. Wykaz gatunków i nazwy polskie według Władysława Wojewody i innych.